# Neoribates gracilis
Neoribates gracilis är en kvalsterart som beskrevs av Travé 1972. Neoribates gracilis ingår i släktet Neoribates och familjen Parakalummidae. Inga underarter finns listade i Catalogue of Life.